# Florian Znaniecki
Florian Znaniecki (Świątniki, 15 gennaio 1882 – Champaign, 23 marzo 1958) è stato un filosofo e sociologo polacco.

## Biografia
Emigrato negli Stati Uniti allo scoppio della prima guerra mondiale, fece parte della cosiddetta Scuola di Chicago.
Insieme a William Thomas ha scritto l'opera Il contadino polacco in Europa e in America sulla condotta degli immigrati polacchi nella società americana del '900 e sull'effetto dei pregiudizi sul comportamento delle persone.